# Ендо Юкіо
Ендо Юкіо  (яп. 遠藤 幸雄, 18 січня 1937 — 25 березня 2009) — японський гімнаст, олімпійський чемпіон.

## Виступи на Олімпіадах
| Олімпіада   | Дисципліна       | Місце              |
| ----------- | ---------------- | ------------------ |
| Рим 1960    | абсолютний залік | 5T                 |
| Рим 1960    | командний залік  | 1                  |
| Рим 1960    | вільні вправи    | 10T (кваліфікація) |
| Рим 1960    | опорний стрибок  | 5                  |
| Рим 1960    | паралельні бруси | 7 (кваліфікація)   |
| Рим 1960    | перекладина      | 4                  |
| Рим 1960    | кільця           | 12T (кваліфікація) |
| Рим 1960    | кінь             | 10T (кваліфікація) |
| Токіо 1964  | абсолютний залік | 1                  |
| Токіо 1964  | командний залік  | 1                  |
| Токіо 1964  | вільні вправи    | 2T                 |
| Токіо 1964  | опорний стрибок  | 6                  |
| Токіо 1964  | паралельні бруси | 1                  |
| Токіо 1964  | перекладина      | 5                  |
| Токіо 1964  | кільця           | 6                  |
| Токіо 1964  | кінь             | 17T (кваліфікація) |
| Мехіко 1968 | абсолютний залік | 8                  |
| Мехіко 1968 | командний залік  | 1                  |
| Мехіко 1968 | вільні вправи    | 11T (кваліфікація) |
| Мехіко 1968 | опорний стрибок  | 2                  |
| Мехіко 1968 | паралельні бруси | 9T (кваліфікація)  |
| Мехіко 1968 | перекладина      | 6                  |
| Мехіко 1968 | кільця           | 8 (кваліфікація)   |
| Мехіко 1968 | кінь             | 26T (кваліфікація) |